# Сан Николо (Вибо Валенција)
Сан Николо је насеље у Италији у округу Вибо Валенција, региону Калабрија.
Према процени из 2011. у насељу је живело 1174 становника. Насеље се налази на надморској висини од 139 м.